# F. Scott Fitzgerald
Francis Scott Key Fitzgerald (Saint Paul, Minnesota, 24 de septiembre de 1896-Hollywood, California, 21 de diciembre de 1940) fue un militar, anfitrión, novelista y escritor estadounidense, ampliamente conocido como uno de los mejores autores del siglo XX, cuyos trabajos son paradigmáticos de la era del jazz. Fitzgerald es considerado miembro de la Generación Perdida de los años veinte. Escribió cinco novelas: El gran Gatsby, Suave es la noche, A este lado del paraíso, Hermosos y malditos y El último magnate, que, aunque sin terminar, fue publicada tras su muerte. Escribió también múltiples historias cortas, muchas de las cuales tratan sobre la juventud y las promesas, la edad y la desesperación.

## Primeros años
Scott Fitzgerald nació en el seno de una familia de clase media y recibió el nombre de Francis Scott Key en honor a un primo segundo el cual era famoso, aunque siempre fue conocido como Scott Fitzgerald. El nombre también rendía homenaje a Louise Scott Fitzgerald, una de sus dos hermanas fallecidas poco antes del nacimiento de Scott. Escribió siendo ya adulto: «Mi madre perdió a sus otros dos hijos... Creo que entonces empecé a ser escritor».
Su padre, Edward Fitzgerald, de ascendencia irlandesa e inglesa, se trasladó a Saint Paul después de la Guerra Civil. Según descripciones de la época, Edward Fitzgerald era "un hombre callado y caballeroso con bellos modales sureños". Su madre, Mary McQuillan Fitzgerald, comúnmente llamada Molly, era hija de un inmigrante irlandés que hizo su fortuna en el negocio de venta al por mayor de alimentos. Fitzgerald era primo hermano de Mary Surratt, colgada en 1865 por conspirar para asesinar a Abraham Lincoln.
Scott Fitzgerald pasó la primera década de su infancia principalmente en Búfalo, Nueva York (1898-1901 y 1903-1908), donde su padre trabajó para Procter & Gamble, con un corto intervalo en la ciudad de Siracusa, ubicada también en el estado de Nueva York, entre enero de 1901 y septiembre de 1903. Sus padres, ambos católicos, mandaron a Fitzgerald a dos escuelas de este credo al oeste de Búfalo, primero al Holy Angels Convent (1903-1904) y luego a la Nardin Academy (1905-1908). Sus años de formación en Búfalo lo revelaron como un niño de inteligencia inusual con un temprano y vivo interés en la literatura. Su madre se aseguró de que su hijo tuviera todas las oportunidades de la educación de la clase media-alta. Su crianza fue poco convencional, y Fitzgerald solo asistía media jornada a Holy Angels, que además podía escoger a voluntad.
En 1908, su padre fue despedido de Procter & Gamble, y la familia regresó a Minnesota, donde Fitzgerald asistió a la St. Paul Academy entre 1908 y 1911. A los trece años vio publicado en el periódico escolar su primer escrito, una historia de detectives. En 1911, cuando tenía quince años, sus padres lo mandaron al instituto Newman, una prestigiosa escuela secundaria católica en Hackensack, Nueva Jersey. Allí Fitzgerald jugó en el equipo de fútbol de 1912 y conoció al padre Sigourney Fay, quien notó su talento incipiente en la escritura y lo alentó a seguir sus ambiciones literarias.
Después de graduarse en la escuela Newman en 1914, Fitzgerald decidió quedarse en Nueva Jersey para continuar su desarrollo artístico en la Universidad de Princeton. Intentó ingresar en el equipo de fútbol de la universidad, pero resultó eliminado en el primer día de entrenamiento. Se dedicó entonces a perfeccionar su trabajo como escritor y se hizo amigo de los futuros críticos y escritores Edmund Wilson y John Peale Bishop, y mientras tanto colaboraba en el Nassau Lit, del Princeton Triangle Club, y en el Princeton Tiger. También estuvo involucrado en la Sociedad American Whig-Cliosophic, que dirigía el Nassau Lit. Su pertenencia al Club Triangle, una especie de sociedad de comedia musical, lo llevó a escribir una novela que presentó a Charles Scribner's Sons, pero que el editor rechazó pese a dedicarle ciertos elogios. En 191d, a mitad de año, cuatro de los clubes de la universidad lo invitaron a sumarse como miembro, y Fitzgerald eligió el University Cottage Club (en cuya biblioteca se exhiben hoy su escritorio y sus materiales de escritura), conocido como el club Big Four, el cual estaba comprometido con el ideal de caballero de la época.
Su dedicación a la escritura hizo que Fitzgerald descuidara su curso en Princeton, por tal motivo quedó en una situación provisional, y en 1917 abandonó la universidad para unirse al ejército. Preocupado por la posibilidad de morir en la guerra sin cumplir sus sueños literarios, Fitzgerald escribió apresuradamente The Romantic Egotist («El ególatra romántico») en las semanas previas a su incorporación a filas y, aunque Scribners lo rechazó, el revisor crítico dejó constancia de la originalidad de su novela y alentó a Fitzgerald a entregar más trabajos en el futuro.
Mientras estaba en Princeton y durante una visita a su hogar en St. Paul, Fitzgerald conoció a Ginevra King, una joven de la alta sociedad de Chicago. Obsesionado con ella, según Mizner, Fitzgerald «siguió consagrado a Ginevra mientras ella se lo permitió», y le escribió «las incoherentes y expresivas cartas diarias que todos los jóvenes enamorados escriben». Ella se convertiría en su inspiración para el personaje de Isabelle Borgé, el primer amor de Amory Blaine en This Side of Paradise, para Daisy en The Great Gatsby, y para otros múltiples personajes de sus novelas e historias cortas.

## Zelda Fitzgerald

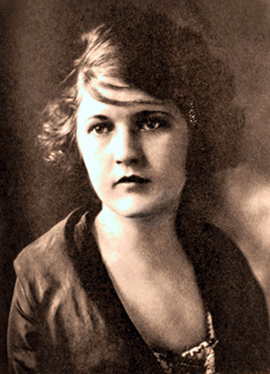
Zelda Sayre en 1917

Fitzgerald fue ascendido a subteniente de infantería y asignado al campamento Sheridan, a las afueras de Montgomery, Alabama. Durante una reunión en un club campestre conoció a Zelda Sayre (1900-1948), la hija de un juez del Tribunal Supremo de Alabama que, según el propio Fitzgerald, era la "niña bonita" de la sociedad juvenil de Montgomery, y se enamoró de ella. La guerra terminó en 1918, antes de que Fitzgerald fuera enviado al frente, y al ser dado de baja se mudó a Nueva York, con la esperanza de hacer carrera en publicidad y ganar lo suficiente para convencer a Zelda de que se casara con él. Trabajó para la agencia de publicidad Barron Collier, mientras vivía en una habitación en la Av. Claremont 200 del barrio de Morningside Heights, en el lado oeste de Manhattan. 
Zelda aceptó su propuesta de matrimonio, pero después de un tiempo y a pesar de trabajar en una empresa publicitaria y escribir historias cortas, Fitzgerald no consiguió convencerla de que sería capaz de mantenerla, por lo que ella rompió el compromiso. Fitzgerald regresó a la casa de sus padres en la Av. Summit 599 de Cathedral Hill, en St. Paul, para revisar The Romantic Egotist y reestructurarla como This Side of Paradise, una representación semiautobiográfica de los años de carrera de Fitzgerald en Princeton. Fitzgerald tenía tan poco dinero que durante un tiempo trabajó reparando techos de automóviles. Su novela revisada fue aceptada por Scribner en el otoño de 1919 y publicada el 26 de marzo de 1920. Se convirtió en un éxito inmediato, llegó a vender 41 075 ejemplares el primer año y significó el inicio de la carrera de Fitzgerald como escritor, quien consiguió un salario estable que permitía satisfacer las necesidades de Zelda. Renovaron su compromiso y finalmente se casaron en la catedral de San Patricio de Nueva York. Durante su larga y tormentosa relación, Zelda menoscabó la autoestima del autor, llevándolo al borde mismo de la paranoia con sus constantes alusiones a la falta de hombría de la que según ella hacía gala Fitzgerald. Aún con todo, su relación continuó, pese a las constantes infidelidades de Zelda. El 26 de octubre de 1921 nace su hija única, Frances Scott Fitzgerald, "Scottie".

## "La era deljazz"

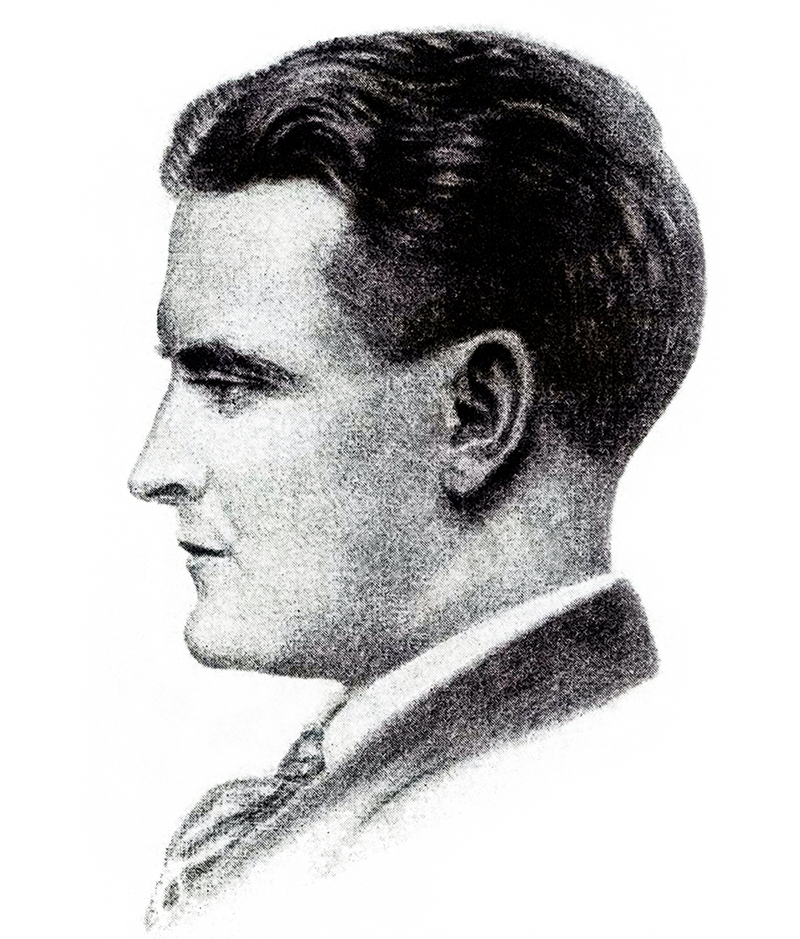
F. Scott Fitzgerald en 1921

El París de los años veinte fue el lugar y década más influyente en el desarrollo de Fitzgerald; viajó con frecuencia a Europa, por lo general a París y la Riviera francesa, y se hizo amigo de muchos miembros de la comunidad de estadounidenses expatriados en París, en especial de Ernest Hemingway. La amistad de Fitzgerald con Hemingway era bastante apasionada, como solía ocurrir con las relaciones de Fitzgerald. Hemingway no se llevaba bien con Zelda y no solo la tildó de "loca" en sus memorias, A Moveable Feast, sino que también afirmó que Zelda "alentaba a su esposo a beber para distraerlo de su trabajo en la novela", con el fin de que pudiera dedicarse a las historias cortas para mantener su estilo de vida. Como muchos autores profesionales de su época, Fitzgerald complementaba sus ganancias escribiendo relatos para revistas como The Saturday Evening Post, Collier's Weekly y Esquire, y vendía sus historias y novelas a los estudios de Hollywood. Esta "prostitución", como Fitzgerald y Hemingway llamaban a esas ventas, fue motivo de fricción en la amistad de los dos autores. Fitzgerald decía que primero escribía sus historias de forma 'auténtica' y que luego las reescribía para darles el "toque que las convertía en historias vendibles para revistas".

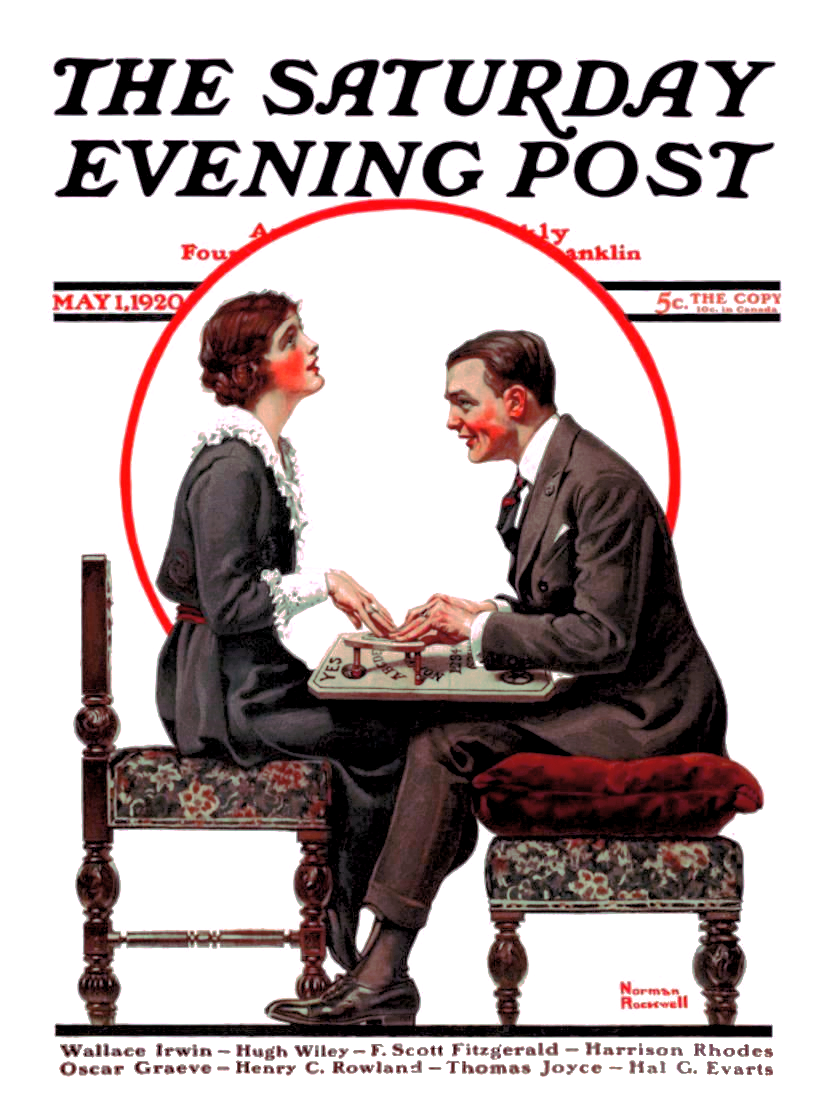
Fitzgerald escribía frecuentemente para The Saturday Evening Post. Esta edición del 1 de mayo de 1920 contiene la historia corta «Bernice Bobs Her Hair», la primera con el nombre de Fitzgerald en la portada.

Aunque la pasión de Fitzgerald era escribir novelas, solo su primera novela se vendió lo suficiente para mantener el lujoso estilo de vida qué él y Zelda adoptaron como celebridades de Nueva York. Debido a ello y a las facturas de la atención médica de Zelda, la cual padecía esquizofrenia, Fitzgerald tenía constantes problemas económicos y a menudo requería préstamos de su agente literario, Harold Ober, y de su editor de Scribner, Maxwell Perkins. Cuando Ober decidió no seguir adelantando dinero a Fitzgerald, el autor cortó lazos con su viejo amigo y agente, al que más tarde Fitzgerald le dedicó un sentido tributo a su apoyo en su posterior historia corta, Financing Finnegan.
En febrero de 1932, Zelda fue hospitalizada en la Clínica Phipps de la Universidad Johns Hopkins, en Baltimore, Maryland. Durante este tiempo, Fitzgerald alquiló la finca "La Paix" en el suburbio de Towson, Maryland, para trabajar en su libro más reciente, la historia del auge y la caída de Dick Diver, un joven psiquiatra prometedor que se enamora de Nicole Warren, una de sus pacientes, y se casa con ella. El libro pasó por varias versiones, la primera de las cuales iba a ser una historia de matricidio. Algunos críticos la consideraron una novela autobiográfica apenas velada, en la que Fitzgerald relataba los problemas con su esposa, los corrosivos efectos de la fortuna y el decadente estilo de vida, su propio egoísmo, confianza en sí mismo y su alcoholismo. De hecho, Fitzgerald protegía celosamente su "material" (por ejemplo, su vida en común). Cuando Zelda escribió su propia versión novelada de su vida en Europa, Save Me the Waltz, y se la envió a Scribner, Fitzgerald se enojó y consiguió que le permitieran hacer algunos cambios antes de publicar la novela. Asimismo, convenció a los doctores de Zelda de que no le dejaran escribir más sobre su vida, que incluía su relación. La novela de Fitzgerald se publicó finalmente en 1934 con el título de Suave es la noche. Los críticos, que habían esperado durante nueve años la continuación de El gran Gatsby, expresaron opiniones encontradas sobre la novela. La mayoría de ellos se mostraron desconcertados por su estructura de tres partes, y muchos confesaron que Fitzgerald no había satisfecho sus expectativas. El libro no se vendió bien en el momento de su publicación; pero, tal como había ocurrido antes con El gran Gatsby, fue ganando reputación con el correr del tiempo. El alcoholismo de Fitzgerald y sus problemas económicos, sumados a la enfermedad mental de Zelda, hicieron muy difíciles sus años en Baltimore. Lo internaron nueve veces en el hospital Johns Hopkins, y su amigo H. L. Mencken dijo en una carta de 1934: «El caso de F. Scott Fitzgerald se ha vuelto preocupante. Está bebiendo de un modo desenfrenado y se ha convertido en una molestia».

## Años en Hollywood
En 1926, el productor John W. Constantine invitó a Fitzgerald a alojarse temporalmente en Hollywood a fin de escribir una comedia moderna para United Artists. La pareja se mudó a un chalé de propiedad del estudio en enero del siguiente año, y Fitzgerald pronto conoció a Lois Moran, de la cual se enamoró. La joven estrella se convirtió en una musa temporal para el autor, que reescribió el personaje de Rosemary Hoyt (uno de los personajes principales de Suave es la noche, que había sido un hombre en borradores anteriores) para que fuera su fiel reflejo. La estancia en Hollywood incrementó las dificultades maritales de la pareja, que al cabo de dos meses abandonó la ciudad. En los años siguientes, Zelda se volvió cada vez más violenta y más perturbada emocionalmente. Finalmente en 1936, Fitzgerald consiguió que la internaran en el Hospital Highland de Asheville, Carolina del Norte.
Aunque Fitzgerald supuestamente consideraba degradante el trabajo en el cine, sus problemas económicos lo llevaron a firmar un lucrativo acuerdo exclusivo con Metro-Goldwyn-Mayer en 1937, por lo que se mudó a Hollywood, donde pasó a ganar su máximo salario anual hasta entonces: $29.757,87. Inició también una aventura con la columnista de películas Sheilah Graham, que fue de conocimiento público. Los proyectos que Fitzgerald trabajó para el estudio incluían un guion nunca filmado de Lo que el viento se llevó, y una revisión de Madame Curie por la cual no recibió crédito alguno. Durante este periodo se dedicó también a trabajar en su quinta y última novela, El último magnate, publicada póstumamente y basada en el productor cinematográfico Irving Thalberg. En 1939 finalizó el contrato con MGM, y Fitzgerald pasó a trabajar como guionista independiente. Mientras trabajaba en la película Winter Carnival, su alcoholismo empeoró gravemente y fue tratado por el psiquiatra de Nueva York Richard H. Hoffmann.
De 1939 hasta su muerte en 1940, Fitzgerald se burló de sí mismo como «escritorzuelo de Hollywood» a través del personaje de Pat Hobby en una secuencia de 17 historias cortas recolectadas más tarde como The Pat Hobby Stories, que obtuvo muy buenas críticas. Las historias de Pat Hobby se publicaron originalmente en Esquire entre enero de 1940 y julio de 1941, después de la muerte de Fitzgerald.

## Enfermedad y muerte
El alcoholismo de Fitzgerald, que había comenzado en la universidad y se volvió notorio durante el 27 de febrero de 1920 por la manera desenfrenada en que bebíó durante la ceremonia, comenzó a afectarle seriamente la salud hacia finales de la década de 1930. Según la biógrafa de Zelda, Nancy Milford, Fitzgerald decía haber contraído tuberculosis, pero Milford consideraba esto simplemente un pretexto para ocultar sus problemas con la bebida. No obstante, Matthew J. Bruccoli, estudioso de Fitzgerald, sostiene que este último padecía realmente una tuberculosis recurrente, y, según Nancy Milford, el biógrafo de Fitzgerald, Arthur Mizener, dijo que sufrió un ataque de tuberculosis leve en 1919, y en 1929 tuvo «una hemorragia de origen tuberculoso». Otros han dicho que esta hemorragia fue causada por varices sangrantes esofágicas.[cita requerida]
Fitzgerald sufrió dos ataques al corazón a finales de los treinta. Después del primero, su doctor le ordenó evitar el ejercicio extenuante. Se mudó con Sheilah Graham, quien vivía en Hollywood en la Av. North Hayworth, a una manzana del apartamento de Fitzgerald en la Av. North Laurel. De esa manera evitaba subir los dos pisos de escaleras que llevaban a su apartamento, ya que el de Graham estaba en la planta baja.
Fitzgerald había conocido a Graham en julio de 1937 y relata que se había enamorado de inmediato. Ruth Stein la cita diciendo: "Sólo me recordarán, si me recuerdan en absoluto, debido a Scott Fitzgerald". 
Compartieron hogar y eran compañeros constantes mientras Fitzgerald todavía estaba casado con su esposa Zelda, que fue internada en un asilo psiquiátrico. No obstante, Graham protestó por su descripción como su "amante" en su libro El resto de la historia sobre la base de que ella era solamente "la mujer que amaba a Scott Fitzgerald para bien o para mal hasta que murió". Fue ella quien encontró su cuerpo en 1940 en el salón de su apartamento de West Hollywood, California, donde había muerto de un ataque al corazón. Habían estado juntos solo tres años y medio, pero su hija informó que Graham "nunca lo superó realmente". Durante esos tres años, Scott bosquejó un "plan de estudios" educativo para ella y la guio a través de él, lo que ella más tarde escribió en detalle en su obra A College of One (traducida como Lecciones de un Pigmalión). El plan alternaba lecciones magistrales, lecturas, bailes, representaciones teatrales y discusiones políticas. Fitzgerald le elaboraba listas de lecturas de literatura, historia, filosofía, religión, música y arte en el que hacía alternar El capital con Los papeles de Aspern o la arquitectura eclesiástica con Maupassant. El propio Fitzgerald estaba presente con su Suave es la Noche. También incluyó a Homero, Shakespeare, Keats, Flaubert, Dickens, Anatole France, Conrad, Dreiser, George Bernard Shaw o Marcel Proust. Graham también escribió más adelante sobre sus años pasados con Fitzgerald en el libro Amado infiel, de 1958, que fue adaptado como película posteriormente. Después de la muerte de Fitzgerald, buscando un respiro de las exigencias sociales y el ritmo frenético de su vida, Graham trabajó como corresponsal extranjera en la oficina de NANA en Londres. Esto le dio la oportunidad de demostrar sus habilidades como periodista seria. Su primera historia importante en el Reino Unido fue una entrevista en profundidad con George Bernard Shaw, y más tarde presentó otra con Winston Churchill. 
En la noche del 20 de diciembre de 1940, Fitzgerald y Sheilah Graham fueron al estreno de This Thing Called Love, protagonizada por Rosalind Russell y Melvyn Douglas. Cuando se marchaban del Pantages Theater, Fitzgerald sufrió un mareo y tuvo problemas para salir del teatro; molesto, le dijo a Graham: «Creen que estoy ebrio, ¿no es así?».
Al día siguiente, cuando Fitzgerald estaba comiendo una barra de caramelo y escribiendo unas notas en su recién llegado Princeton Alumni Weekly, Graham lo vio saltar de su sillón y aferrarse a la repisa de la chimenea, jadeando, para luego desplomarse al suelo. Ella corrió a buscar al administrador del edificio, Harry Culver, fundador de la ciudad de Culver City, en California. Al entrar en el apartamento para ayudar a Fitzgerald, dijo: "Me temo que está muerto". Fitzgerald había muerto de un ataque al corazón. El Dr. Clarence H. Nelson, el médico de Fitzgerald, firmó el acta de defunción, y el cadáver fue trasladado al Pierce Brothers Mortuary.

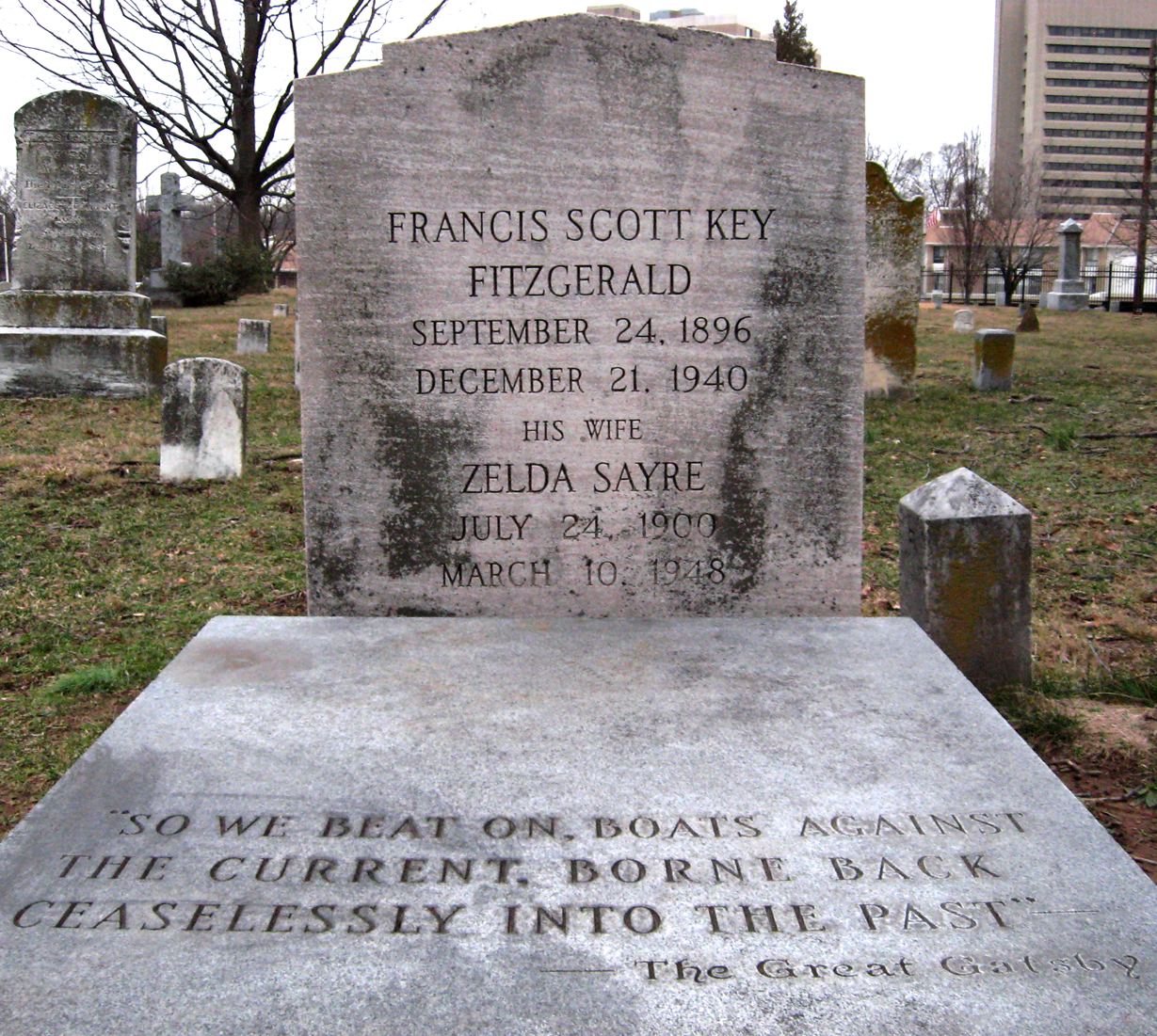
Lápida de Zelda y Fitzgerald en Rockville, Maryland, inscrita con el último párrafo de El gran Gatsby.

Entre los asistentes al velatorio estuvo Dorothy Parker, de quien se cuenta que lloró y murmuró «el pobre desgraciado», una línea extraída del funeral de Jay Gatsby en El gran Gatsby. Su cuerpo fue trasladado a Maryland, donde se celebró el funeral con la asistencia de 20 o 30 personas; entre los asistentes se encontraban su única hija, Frances Fitzgerald Lanahan Smith (quien entonces tenía diecinueve años) y su editor, Maxwell Perkins. 
La familia quiso enterrar a Fitzgerald en la parcela que poseían en el cementerio católico Saint Mary, pero la iglesia no lo permitió, alegando que no practicaba el catolicismo y que había formado parte de la provocativa era del jazz, por lo que al fin lo enterraron en el cementerio Rockyville Union. Zelda murió en 1948, en un incendio que se declaró en el Hospital Mental Highland de Asheville, Carolina del Norte. En 1975, Scottie Smith consiguió que la iglesia revocara su anterior decisión, e hizo trasladar los restos de sus padres a la parcela familiar del cementerio de Saint Mary, en Rockville, Maryland.
Fitzgerald murió antes de que pudiera completar El último magnate. Su manuscrito, que incluía extensas notas para la parte no escrita de la historia de la novela, fue editado por su amigo, el crítico literario Edmund Wilson, y publicada en 1941.
En 2015, un editor de la revista The Strand Magazine descubrió y publicó por primera vez un manuscrito de 8000 palabras, datado en julio de 1939, de una historia corta de Fitzgerald titulada Temperatura. Perdido durante décadas, el manuscrito de Fitzgerald apareció entre los archivos de libros raros y manuscritos de la Universidad de Princeton, el alma mater de Fitzgerald. Como se explicaba en Strand, Temperatura, que transcurre en Los Ángeles, cuenta la historia del fracaso, enfermedad y decadencia de un escritor famoso y de su vida entre ídolos de Hollywood, mientras padece persistentes fiebres y se entrega a superficiales aventuras amorosas. El protagonista es un alcohólico autodestructivo de treinta y un años llamado Emmet Monsen, a quien Fitzgerald describe en su historia como "notablemente fotogénico, delgado, moreno y apuesto". Relata sus relaciones personales con varios doctores, asistentes personales y una actriz de Hollywood, amante suya, en tanto que su salud se deteriora. Escribió Fitzgerald al principio de su historia: "En cuanto a la presente evasión, carece de sentido intentar decir que 'toda semejanza con hechos o personas reales es fruto de la casualidad'".

## Legado
Las obras de Fitzgerald han inspirado a otros escritores desde su primera publicación. El gran Gatsby incitó a T. S. Eliot a escribirle a Fitzgerald: «Creo que es el primer paso que da la ficción norteamericana desde Henry James...». Don Birnam, el protagonista de The Lost Weekend, de Charles Jackson, se dice, refiriéndose a El gran Gatsby: "No existe (...) una novela perfecta. Pero si la hay, es ésta". En cartas escritas en los años cuarenta, J. D. Salinger expresó su admiración por la obra de Fitzgerald, y su biógrafo Ian Hamilton escribió que Salinger incluso se consideró por algún tiempo «el sucesor de Fitzgerald». Richard Yates, un escritor a quien se compara a menudo con Fitzgerald, afirmó que El gran Gatsby era "la novela más rica que había leído (...) un milagro del talento (...) un triunfo de técnica". En un editorial de The New York Times publicado después de su muerte, se afirmó que Fitzgerald "era mejor de lo que creía, ya que en los hechos y en el sentido literario inventó una generación (...). Tal vez los interpretaba e incluso los guiaba cuando, llegados a la madurez, veían una libertad diferente y más noble amenazada por la destrucción".
Se han vendido millones de ejemplares de El gran Gatsby y de sus otras obras, pero esta, un best-seller constante, es lectura obligatoria en muchas escuelas secundarias y universidades de todo el mundo.

## Obras

### Novelas
- This Side of Paradise (1920). Traducciones al castellano: A este lado del paraíso (Trad. Juan Benet Goitia). Madrid: Alianza Editorial (1997); Más acá del paraíso (Trad. Francisco Gurza). Buenos Aires: Editorial Schapire (1954).

- The Beautiful and Damned (1922). Traducción al castellano: Hermosos y malditos (Trad. José Luis López Muñoz). Madrid: Alianza Editorial (2005).

- The Great Gatsby (1925). Traducción al castellano: El gran Gatsby (Trad. Juan Ignacio Guijarro, María Luisa Venegas). Madrid: Editorial Cátedra (2021).

- Tender Is the Night (1934). Traducción al castellano: Suave es la noche (Trad. José Luis López Muñoz). Madrid: Alianza Editorial (2022).
- The Last Tycoon (1941). Traducción al castellano: El último magnate (Dolors Ortega Arévalo). Barcelona: Editorial B de Bolsillo (2018).

### Colecciones de relatos y novelas cortas
- Flappers and Philosophers (Nueva York: Scribners, 1921). En español: Flaperas y filósofos (Buenos Aires: Ediciones Godot, 2019). ISBN: 9789874086440.
- Tales of the Jazz Age (Nueva York: Scribners, 1922)
- All the Sad Young Men (Nueva York: Scribners, 1926)
- Taps at Reveille (Nueva York: Scribners, 1935)
- Afternoon of an Author (Nueva York: Scribners, 1957)
- Babylon Revisited and Other Stories (Nueva York: Scribners, 1960)
- The Pat Hobby Stories (Esquire, 1940-1941)
- The Basil and Josephine Stories (Nueva York: Scribners, 1973)
- The Short Stories of F. Scott Fitzgerald (Nueva York: Scribners, 1989)
- The Price Was High: Fifty Uncollected Stories (Nueva York: Harcourt Brace Jovanovich, 1995)

### Otras
- The Vegetable, or From President to Postman – obra teatral (Nueva York: Scribners, 1923)
- The Crack-Up – colección de ensayos, extractos de cuadernos y cartas (Nueva York: New Directions, 1945)
- Mi ciudad perdida - colección de ensayos autobiográficos (inédito hasta 2011; según la propuesta de índice de Fitzgerald a su editor Max Perkins).

### Ediciones de Cambridge
La Cambridge University Press ha publicado los trabajos completos de F. Scott Fitzgerald en ediciones anotadas. La edición de Cambridge tiene 15 volúmenes.

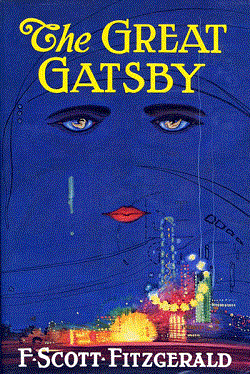
Portada de la novela El gran Gatsby de 1925.

| Título                                                 | Fecha de publicación | ISBN              |
| ------------------------------------------------------ | -------------------- | ----------------- |
| El gran Gatsby                                         | agosto de 1991       | 978-0-521-40230-9 |
| The Love of the Last Tycoon: A Western                 | diciembre de 1993    | 978-0-521-40231-6 |
| A este lado del paraíso                                | enero de 1996        | 978-0-521-40234-7 |
| Flappers and Philosophers                              | diciembre de 1999    | 978-0-521-40236-1 |
| Trimalchio: An Early Version of The Great Gatsby       | abril de 2000        | 978-0-521-40237-8 |
| Tales of the Jazz Age                                  | agosto de 2002       | 978-0-521-40238-5 |
| My Lost City: Personal Essays, 1920–1940               | octubre de 2005      | 978-0-521-40239-2 |
| All the Sad Young Men                                  | enero de 2007        | 978-0-521-40240-8 |
| The Beautiful and Damned                               | junio de 2008        | 978-0-521-88366-5 |
| The Lost Decade: Short Stories from Esquire, 1936–1941 | septiembre de 2008   | 978-0-521-88530-0 |
| The Basil, Josephine, and Gwen Stories                 | octubre de 2009      | 978-0-521-76973-0 |
| Spires and Gargoyles: Early Writings, 1909–1919        | marzo de 2010        | 978-0-521-76592-3 |
| Tender Is the Night                                    | mayo de 2012         | 978-0-521-40232-3 |
| Taps at Reveille                                       | mayo de 2014         | 978-0-521-76603-6 |

## Adaptaciones cinematográficas de sus obras
Las obras de Fitzgerald se han adaptado al cine en numerosas ocasiones. Su historia corta El curioso caso de Benjamin Button fue la base para una película homónima de 2008. Suave es la noche fue el tema para la película de 1962 de igual nombre, de la cual se hizo una miniserie de televisión en 1985. Hermosos y malditos fue llevada al cine en 1922 y 2010. El gran Gatsby ha sido la base para varias películas del mismo nombre a lo largo de casi 90 años, estrenadas en 1926, 1949, 1974, 2000 y 2013. Asimismo, en la cinta Beloved Infidel, de 1959, se dramatizó la vida de Fitzgerald con Sheilah Graham entre 1937 y 1940.

## Biografías y recolecciones de cartas
Las principales biografías de Scott y Zelda Fitzgerald son The Far Side of Paradise (1951, 1965), de Arthur Mizener, y Some Sort of Epic Grandeur (1981), de Matthew Bruccoli.
Las cartas de Fitzgerald se han publicado en varias ediciones, como Dear Scott, dearest Zelda: The love letters of F. Scott and Zelda Fitzgerald, editadas por Jackson R. Bryer y Cathy W. Banks (2002); Correspondence of F. Scott Fitzgerald, editada por Matthew Bruccoli y Margaret Duggan (1980), y F. Scott Fitzgerald: A life in letters, editada por Matthew Bruccoli (1994).
Una colección de álbumes de recortes de fotografías y revisiones de F. Scott y Zelda Fitzgerald fue compilada por Bruccoli y por la hija de F. Scott y Zelda, Frances Fitzgerald, "Scottie", en el libro The Romantic Egotists (1976).

## Retratos musicales y cinematográficos
Frank Wildhorn compuso un musical sobre la vida de Fitzgerald y su esposa Zelda, Waiting for the Moon. El musical muestra lo bueno y lo malo de su vida en común, a lo largo de la carrera de Fitzgerald hasta la muerte de ambos. Se representó por primera vez en el Lenape Regional Performing Arts Center en una producción que estuvo en cartel en julio del 2005, protagonizada por actores veteranos de Broadway: Jarrod Emick como Fitzgerald y Lauren Kennedy como Zelda. 
Una versión revisada del musical de Wildhorn, llamada Zelda – An American Love Story, con guion y letras de Jacky Murphy, fue estrenada en el Flat Rock Playhouse de Nueva York en 2016, presentada por el Marymount Manhattan College en el National Dance Institute.
La compañía japonesa Takarazuka Revue también realizó una adaptación musical de la vida de Fitzgerald titulada The Last Party: S. Fitzgerald's Last Day, que se representó en 2004 y 2006. Yuhi Oozora y Yüfa Yamato encarnaron a Fitzgerald, mientras que Zelda fue interpretada por Kanami Ayano y Rui Shijou. 
Fitzgerald fue interpretado por el actor Malcolm Gets en la película de 1994 Mrs. Parker and the Vicious Circle.
Otras producciones fueron las películas de televisión Zelda (1993, con Timothy Hutton), F. Scott Fitzgerald in Hollywood (1976, con Jason Miller) y F. Scott Fitzgerald and 'The Last of the Belles' (1974, con Richard Chamberlain).
Una película basada en la relación de Fitzgerald y Zelda, titulada The Beautiful and the Damned (que no es una adaptación de la novela de igual nombre) y dirigida por John Curran, fue anunciada para 2011, aunque finalmente el proyecto fue cancelado. 
Los últimos años de Fitzgerald y su relación con Sheilah Graham, la columnista de Hollywood, fue el tema de la película Beloved Infidel (1959), basada en las memorias de Graham de 1958 del mismo nombre. La película representa a Fitzgerald (interpretado por Gregory Peck) durante sus años finales como guionista de Hollywood y su relación con Graham (interpretada por Deborah Kerr), con quien tuvo una relación de varios años mientras Zelda, su esposa, estaba internada. 
Otra película, Last Call (2002), en la que Jeremy Irons interpreta a Fitzgerald, describe la relación de Fitzgerald y Frances Kroll Ring (encarnada por Neve Campbell) durante los dos últimos años de vida de aquel. La película se basa en las memorias de Frances Kroll Ring, tituladas Against the Current: As I Remember F. Scott Fitzgerald (1985), donde relata su experiencia como secretaria de Fitzgerald durante sus últimos veinte meses de vida. 
En la obra Villa America, estrenada en el Williamstown Theatre Festival (2007), aparecen actores que interpretan a Fitzgerald, Pablo Picasso y Ernest Hemingway.
Tom Hiddleston y Alison Pill aparecieron brevemente como Fitzgerald y Zelda en la película de Woody Allen de 2011 Medianoche en París.
Scott y Zelda Fitzgerald aparecen junto con Ernest Hemingway, Hadley Hemingway, Gertrude Stein y Ezra Pound en la novela The Paris Wife, de Paula McLain. La novela fue adaptada por Sheila Yeger en 2011 para una producción de la radio BBC Radio 4 con el nombre de Woman's Hour Drama.
La novela de Stewart O'Nan West of Sunset (2015) presenta un detallado relato ficticio del último año de Fitzgerald como guionista de Hollywood y su relación con la columnista Sheilah Graham.
En 2016, se estrenó la película Genius (El editor de libros), en donde Guy Pearce y Vanessa Kirby interpretan a Scott y Zelda Fitzgerald, respectivamente. La película trata sobre la vida y carrera literaria de Thomas Wolfe, quien compartía editor con Fitzgerald y Hemingway.

## Obra propia en español
- Fitzgerald, F. Scott (2016), Poemas de la era del jazz, Madrid: Visor Libros, ISBN 978-84-9895-948-2.